# Hollywood Vampires
Hollywood Vampires ist eine US-amerikanische Rock-Supergroup, die 2012 von Alice Cooper, Johnny Depp und Joe Perry gegründet wurde.

## Bandgeschichte
Der Name der Band stammt von Alice Cooper, der in den 1970er Jahren trinkfeste Musikerkollegen um sich sammelte, die sich gegenseitig unter den Tisch trinken wollten. Zum Kern der damaligen „Hollywood Vampires“ gehörten neben Cooper Keith Moon, Ringo Starr, Micky Dolenz und Harry Nilsson; gelegentlich war auch John Lennon dabei.
Vier Jahrzehnte später gründete Cooper zusammen mit Johnny Depp und Joe Perry die Rockband gleichen Namens. 2015 nahmen sie ein Album auf, das größtenteils Coverversionen von Rocksongs der 1960er und 1970er Jahre enthielt, weswegen die Band den Beinamen „teuerste Coverband der Welt“ erhielt. Auf dem Album Hollywood Vampires, das am 11. September 2015 erschien, befanden sich Titel wie Whole Lotta Love von Led Zeppelin, I Got a Line on You von Spirit oder Jeepster von T. Rex. Etliche der an den Originalaufnahmen beteiligten Musiker waren bereits vor längerem verstorben, etwa John Bonham, Randy California und Marc Bolan. An den Aufnahmen des Albums waren unter anderem Paul McCartney und Christopher Lee beteiligt.
Am 16. und 17. September 2015, also kurz nach der Veröffentlichung ihres Debütalbums, traten die Hollywood Vampires erstmals im Roxy Theatre in Los Angeles auf. Mit Cooper (Gesang, Mundharmonika, Rhythmusgitarre), Depp (Gitarre, Gesang) und Perry (Gitarre, Gesang) standen Duff McKagan (Bass), Matt Sorum (Schlagzeug), Tommy Henriksen (Rhythmusgitarre) und Bruce Witkin (Keyboard, Gitarre) auf der Bühne. Als Gäste bei beiden Auftritten waren Tom Morello, Geezer Butler, Perry Farrell, Zak Starkey und Kesha dabei, am zweiten Abend auch Marilyn Manson. In der darauffolgenden Woche, am 24. September 2015, spielte die Band beim Rock in Rio Festival, mit Arthur Brown, Lzzy Hale, Zak Starkey und Andreas Kisser als Gästen.
Im Februar 2016 spielte die Band bei den Grammy Awards ein Tribute für Lemmy, der Ende 2015 gestorben war. Am 24. Mai 2016 starteten sie ihre erste Tournee.
Am 21. Juni 2019 kam das zweite Album Rise der Band auf den Markt. Im Unterschied zum Debüt enthielt es überwiegend eigenes Material.
Am 2. Juni 2023 erschien das Album Live in Rio, das 2015 beim Rock in Rio Festival vor 100.000 Besuchern aufgenommen worden war. 2023 tourten die Hollywood Vampires in Europa und den USA. Das letzte Konzert dieser Tour fand am 30. Juli 2023 am Platz des Woodstock-Festivals von 1969 statt.

## Diskografie

### Alben
| Jahr | Titel Musiklabel                    | Höchstplatzierung, Gesamtwochen, AuszeichnungChartplatzierungen (Jahr, Titel, Musiklabel, Platzierungen, Wochen, Auszeichnungen, Anmerkungen) | Höchstplatzierung, Gesamtwochen, AuszeichnungChartplatzierungen (Jahr, Titel, Musiklabel, Platzierungen, Wochen, Auszeichnungen, Anmerkungen) | Höchstplatzierung, Gesamtwochen, AuszeichnungChartplatzierungen (Jahr, Titel, Musiklabel, Platzierungen, Wochen, Auszeichnungen, Anmerkungen) | Höchstplatzierung, Gesamtwochen, AuszeichnungChartplatzierungen (Jahr, Titel, Musiklabel, Platzierungen, Wochen, Auszeichnungen, Anmerkungen) | Höchstplatzierung, Gesamtwochen, AuszeichnungChartplatzierungen (Jahr, Titel, Musiklabel, Platzierungen, Wochen, Auszeichnungen, Anmerkungen) | Anmerkungen                                  |
| Jahr | Titel Musiklabel                    | DE | AT | CH | UK | US | Anmerkungen                                  |
| ---- | ----------------------------------- | --- | --- | --- | --- | --- | -------------------------------------------- |
| 2015 | Hollywood Vampires Republic Records | DE59 (1 Wo.)DE | AT48 (2 Wo.)AT | CH24 (2 Wo.)CH | UK30 (1 Wo.)UK | US43 (2 Wo.)US | Erstveröffentlichung: 11. September 2015     |
| 2019 | Rise EarMusic                       | DE12 (5 Wo.)DE | AT14 (2 Wo.)AT | CH12 (3 Wo.)CH | UK17 (1 Wo.)UK | US184 (1 Wo.)US | Erstveröffentlichung: 21. Juni 2019          |
| 2023 | Live in Rio Republic Records        | DE19 (1 Wo.)DE | AT30 (1 Wo.)AT | CH39 (1 Wo.)CH | — | — | Erstveröffentlichung: 2. Juni 2023 Livealbum |